# Flughafen Qala-i-Naw

i7
i11
i13
Der Flughafen Qala-i-Naw (englisch Qala i Naw Airport, auch Qala Nau Airport; IATA-Code: LQN, ICAO-Code: OAQN) ist ein kleiner Flughafen in Qala-i-Naw in der Provinz Badghis, Afghanistan.

## Beschreibung
Der Flughafen besteht aus der asphaltierten Start- und Landebahn und dem Flughafengebäude.